# Federal Communications Commission

FCC:s sigill, infört under 2020.

Federal Communications Commission (FCC) är en fristående myndighet i USA som ansvarar för etermedier. Den bildades 1934 och ordförande är sedan januari 2017 advokaten Ajit Pai.

## Verksamhet
FCC har till skillnad från sin svenska motsvarighet Post- och telestyrelsen, PTS, betydligt mer långtgående juridiska befogenheter. FCC har kontor över hela USA och på amerikanskt territorium där de självständigt kan utdöma straff för förseelser och brott mot lagar och bestämmelser som rör radiotjänster i USA. Avsiktliga störningar av till exempel mobiltelefoni, luftfartsradio, GPS etc. kan resultera i mångåriga fängelsestraff och böter motsvarande flera hundratusen kronor eller mer.
Alla radiotjänster inklusive amatörradio åtnjuter i USA ett betydligt bättre juridiskt skydd än i Sverige och endast presidenten kan förbjuda radiosändning vid krigstillstånd. Radiotjänster ses som en mycket viktig samhällsresurs som åtnjuter stort skydd av lagar och bestämmelser.
FCC har också till skillnad från svenska PTS mycket stora resurser när det gäller pejling och åtgärdande av störningar med autonoma pejlfordon som kan stå varsomhelst i två veckor eller mer och samla in data som vidarebefordras via satellit. Vidare har de ett antal flygplan till sitt förfogande för pejling av störningar och illegala radiosändningar.
FCC bedöms allmänt tillsammans med dess tyska motsvarighet BNetzA som de i världen som har mest resurser när det gäller jakt på illegala sändare, avsiktliga störsändningar etc. 
FCC arbetar också bland annat med att godkänna tv-program innan de får sändas i amerikansk television.